# Noites Alienígenas
Noites Alienígenas é um filme de drama brasileiro de 2023, dirigido por Sérgio de Carvalho e escrito por ele em parceria com Camilo Cavalcanti e Rodolfo Minari, baseado no romance homônimo do próprio diretor. Estrelado por Gabriel Knoxx, Gleici Damasceno e Adanilo, o filme acompanha o cotidiano de jovens da periferia de Rio Branco que têm suas vidas afetadas pela chegada de facções criminosas vindas do sudeste do país para o norte.
O filme teve sua pré-estreia mundial na Suécia em 30 de janeiro de 2022 sendo apresentado no Festival Internacional de Cinema de Gotemburgo. No entanto, ganhou maior repercussão ao ser exibido no 50° Festival de Gramado, em agosto de 2022, onde recebeu cinco prêmios, incluindo Melhor Filme Brasileiro, Melhor Ator para Gabriel Knoxx, Melhor Ator Coadjuvante para Chico Diaz, Melhor Atriz Coadjuvante para Joana Gatis e o prêmio da crítica, além de receber uma menção honrosa pela atuação de Adanilo.
Noites Alienígenas foi lançado no Brasil em 30 de março de 2023 pela Vitrine Filmes. O filme foi recebido em geral com críticas positivas, as quais destacaram seu roteiro bem construído e atuação excepcional do elenco, sobretudo de Chico Díaz, Adanilo e demais atores coadjuvantes.
Foi um dos pré-selecionados como um dos representantes do Brasil para o Oscar de melhor filme internacional.

## Enredo
Noites Alienígenas segue a história de Rivelino (Gabriel Knox), Sandra (Gleici Damasceno) e Paulo (Adanilo), três amigos de infância e que moram em bairros periféricos e que se encontram em Rio Branco, uma cidade da Amazônia, num contexto muito sinistro. A estória fala de  Rivelino (Gabriel Knoxx), um jovem rapper e grafiteiro que deixa sua arte em forma de nave espacial pelos muros de Rio Branco; Paulo (Adanilo Reis), indígena que sofre com a dependência química e a cobrança dos ancestrais do seu povo; e Sandra (Gleici), uma jovem negra e empoderada, que teve um filho com Paulo, que tem no hip-hop um refúgio e espaço de resistência.

## Elenco
| Ator             | Personagem     |
| ---------------- | -------------- |
| Gabriel Knoxx    | Rivelino       |
| Adanilo          | Paulo          |
| Gleici Damasceno | Sandra         |
| Chico Diaz       | Alê            |
| Joana Gatis      | Beatriz        |
| Chica Arara      | Marta          |
| Bimi Huni Kuin   | Bimi Huni Kuin |
| Duace            | James          |

## Principais prêmios e indicações

### 50º Festival de Cinema de Gramado
- Melhor filme[8]
- Ator: Gabriel Knoxx[8]
- Ator coadjuvante: Chico Diaz[8]
- Atriz coadjuvante: Joana Gatis[8]
- Júri da crítica: Noites Alienígenas[8]
- Menção honrosa: Adanilo[8]

### 27th Inffinito Brazilian Film Festival
- Melhor Direção: Sérgio de Carvalho[9]
- Melhor Atriz Coadjuvante: Joana Gatis
- Melhor Ator Coadjuvante: Adanilo